# 知切光歳
知切 光歳（ちぎり こうさい、1902年10月13日 - 1982年8月5日）は、日本の放送作家、劇作家、小説家、民俗学研究家。

## 経歴・人物
広島県呉市出身。久保田万太郎に師事し、また友松円諦に仏教を学んだ。
戦後はNHK専属のライターとなり、「落日の曲・平家物語」などのラジオの放送台本を執筆。鬼、天狗、仙人等怪異の研究も行った。

## 著書
- 『勤皇僧 長篇小説』芳文堂　1943
- 『愚禿親鸞』西荻書店　1950
- 『日本の聖まんだら』1-2集　大蔵出版　1954-56
- 『法縁の人々』百華苑　1960
- 『玄奘三蔵』仏教出版局　1964
- 『よし町よしや』「よし町よしや」刊行会 1971
- 『親鸞の寺々』春秋社　1973
- 『天狗考 上巻』（下巻は未刊）涛書房　1973
- 『天狗の研究』大陸書房　1975　のち原書房
- 『仙人の研究』大陸書房　1976　のち国書刊行会
- 『月感・本尊義騒動 真宗安心の法難史話』百華苑　1977
- 『三業惑乱騒動 真宗安心の法難史話』百華苑　1977
- 『圖聚 天狗列伝』（西日本編・東日本編）岩政企画　1977
- 『鬼の研究』大陸書房　1978
- 『伝記・宇都宮黙霖』大空社　1993　伝記叢書